# Paula Ramírez Ibáñez
Paula Ramírez Ibáñez (Barcelona, 23 de abril de 1996) es una deportista española que compite en natación sincronizada.
Participó en dos Juegos Olímpicos de Verano en los años 2020 y 2024, obteniendo una medalla de bronce en París 2024 en la prueba de equipo. En los Juegos Europeos de Cracovia 2023 consiguió dos medallas de oro.
Ganó siete medallas en el Campeonato Mundial de Natación entre los años 2019 y 2025, y siete medallas en el Campeonato Europeo de Natación entre los años 2016 y 2025.
Estudia Administración y Dirección de Empresas en la Universidad Internacional de La Rioja.

## Palmarés internacional
| Juegos Olímpicos   | Juegos Olímpicos        | Juegos Olímpicos  | Juegos Olímpicos  |
| Año                | Lugar                   | Medalla           | Prueba            |
| ------------------ | ----------------------- | ----------------- | ----------------- |
| 2024               | París (Francia)         | Medalla de bronce | Equipo            |
| Campeonato Mundial |                         |                   |                   |
| Año                | Lugar                   | Medalla           | Prueba            |
| 2019               | Gwangju (Corea del Sur) | Medalla de bronce | Rutina especial   |
| 2022               | Budapest (Hungría)      | Medalla de bronce | Rutina especial   |
| 2023               | Fukuoka (Japón)         | Medalla de oro    | Equipo técnico    |
| 2024               | Doha (Catar)            | Medalla de plata  | Equipo técnico    |
| 2025               | Singapur (Singapur)     | Medalla de bronce | Equipo técnico    |
| 2025               | Singapur (Singapur)     | Medalla de bronce | Equipo libre      |
| 2025               | Singapur (Singapur)     | Medalla de bronce | Rutina acrobática |
| Juegos Europeos    |                         |                   |                   |
| Año                | Lugar                   | Medalla           | Prueba            |
| 2023               | Oświęcim (Polonia)      | Medalla de oro    | Equipo técnico    |
| 2023               | Oświęcim (Polonia)      | Medalla de oro    | Equipo libre      |
| Campeonato Europeo |                         |                   |                   |
| Año                | Lugar                   | Medalla           | Prueba            |
| 2016               | Londres (Reino Unido)   | Medalla de bronce | Equipo libre      |
| 2018               | Glasgow (Reino Unido)   | Medalla de bronce | Combinación libre |
| 2021               | Budapest (Hungría)      | Medalla de plata  | Equipo libre      |
| 2021               | Budapest (Hungría)      | Medalla de bronce | Equipo técnico    |
| 2025               | Funchal (Portugal)      | Medalla de oro    | Equipo técnico    |
| 2025               | Funchal (Portugal)      | Medalla de oro    | Equipo libre      |
| 2025               | Funchal (Portugal)      | Medalla de bronce | Rutina acrobática |